# Acrapex simplex
Acrapex simplex är en fjärilsart som beskrevs av Antonius Johannes Theodorus Janse 1940. Acrapex simplex ingår i släktet Acrapex och familjen nattflyn. Inga underarter finns listade i Catalogue of Life.